# Premios Apes
Premios Apes fue un premio anual concedido por la Asociación de Periodistas de Espectáculos, Arte y Cultura de Chile (Apes), que tuvo su auge durante las décadas de 1980 y 1990. En 2014 fue la última entrega de este premio.
Entre 1968 y 2014, los periodistas que conforman el Apes premiaron a los representantes más destacados del cine, radio, teatro, ballet, música popular y televisión chilena, como estímulo a su trabajo, y como reconocimiento de los expertos. Los primeros galardones fueron otorgados en un evento realizado el 27 de diciembre de 1968 en el Hotel Floresta de Santiago.

## Categorías
| Disciplina     | Categorías |
| -------------- | --- |
| Cine           | - Mejor Película - Mejor Director - Mejor Actor - Mejor Actriz - Mejor Guion - Revelación en el Cine Chileno |
| Radio          | - Mejor Locutor(a) - Mejor Programa - Mejor Programa Periodístico - Mejor Dupla Radial - Mejor Línea Programática - Proyección Radial en Regiones |
| Teatro         | - Mejor Montaje - Mejor Dramaturgia - Mejor Director - Mejor Actriz - Mejor Actor |
| Ópera          | - Mejor Montaje - Mejor Figura |
| Ballet         | - Mejor Montaje - Mejor Figura - Aporte a la Música Selecta |
| Música Popular | - Mejor Antología - Mejor Producción - Mejor Producción Folclórica - Mejor Grupo - Mejor Grupo Joven - Mejor Intérprete Femenina - Mejor Intérprete Masculino - Mejor Revelación |
| Televisión     | - Mejor Programa de Entretención - Mejor Programa Periodístico - Mejor Telenovela - Mejor Actor Principal - Mejor Actor de Soporte - Mejor Actriz Principal - Mejor Actriz de Soporte - Mejor Proyección Actoral - Mejor Programa de Series o Unitario - Mejor Programa Historias de la Vida Real - Mejor Aporte Humorístico - Mejor Conductor de Programa de Debate (2014) - Mejor Programa Regional - Aporte a la Televisión |